# أغويلار ديلا فرونتيرا (قرطبة)
بُلَاي الفَرَنْتِيرَة (بالإسبانية: Aguilar de la Frontera)، هي إحدى بلديات مقاطعة قرطبة إحدى مقاطعات إسبانيا، والتي تقع في منطقة الأندلس جنوب إسبانيا.
يبلغ عدد سكانها 13.653 نسمة وفقاً لإحصائية سنة (2007).